# Cô dâu vàng
Cô dâu vàng là một bộ phim truyền hình được trình chiếu từ năm 2008 với sự hợp tác giữa đài truyền hình SBS (Hàn Quốc) và công ty truyền thông Trí Việt HTV3 (Việt Nam) với sự có mặt của nữ chính Lee Young Ah, Song Chang-eui, Song Jong-ho, Choi Yeo-jin, Như Quỳnh và các diễn viên khác. Kinh phí của phim là 100 tỷ đồng. Tại Việt Nam, phim được TVM Corp. mua bản quyền và phát sóng trên kênh HTV3.

## Nội dung
Bà Han-sook và chị dâu Gun-ja từ Hàn Quốc đến Việt Nam với mong muốn tìm được một cô gái dễ thương, tốt bụng, hiền lành để làm vợ con mình là Jun-woo, nhưng họ trải qua nhiều ngày vẫn không tìm được cô gái nào như vậy. Đến khi họ gần như bỏ cuộc thì Jin-ju xuất hiện, một cô gái có hai dòng máu Hàn – Việt. Han-sook quyết định chọn Jin-ju. Jin-ju chỉ muốn kết hôn để có thể đến Hàn Quốc tìm lại người cha của mình. Một tháng sau, Jin-ju đến Hàn Quốc chuẩn bị làm lễ cưới với Jun-woo. Nhưng trong ngày cưới, Jun-woo lại nói với Jin-ju anh không thể yêu cô được. Jin-ju đã cầu xin Jun-woo hãy sống với cô khoảng hai năm để cô có thể ở lại và tìm cha. Jun-woo đã đồng ý với kiểu "hôn nhân hợp đồng" này với điều kiện: họ sẽ không yêu nhau …

## Mô tả nhân vật
- Jin-ju (Nguyễn Jin Ju): là một cô gái mang hai dòng máu Hàn - Việt, cô có một tuổi thơ không được vui vẻ vì cô có một người mẹ có thị lực dần suy yếu và một người cha bỏ đi chưa quay lại. Nhằm tìm cha ruột của mình, cô phải chấp nhận lấy Kang Jun-woo để được sang Hàn Quốc. Cô gặp nhiều sóng gió và cuối cùng đã có một cuộc sống ổn định trên đất Hàn.
- Jun-woo (Kang Jun-woo): là một người độc thân chưa thành đạt. Trước khi anh lấy Jin-ju, anh đã có một khoảng thời gian hạnh phúc bên Ji-young. Tuy nhiên, hạnh phúc của anh không kéo dài được lâu khi đã bị cảnh sát Mỹ bắt vì cáo buộc cưỡng hiếp người không có quan hệ và phải ngồi tù 3 tháng. Anh luôn bị dằn dặt bởi nỗi ám ảnh về người yêu cũ và dần bị mất khả năng kiểm soát bản thân. Sau khi anh kết hôn với Jin-ju, anh dần hồi phục trở lại và cô ấy đã giúp anh quên đi Ji-young để bắt đầu một cuộc sống mới.
- Han-suk (Jung Han-suk): là mẹ của Jun-woo. Vì muốn tìm cho con mình một người vợ luôn yêu thương chồng nên bà đã sang Việt Nam để tìm dịch vụ mai mối. Nhiều cô gái Việt Nam mà bà chọn đều không phù hợp, cuối cùng bà đã tìm được Jin-ju làm con dâu của mình. Nhờ người con dâu này mà con trai bà dần thoát khỏi chứng ám ảnh về Ji-young nên bà đã yêu thương con dâu hết mực và luôn xem con dâu mình như con ruột của mình.
- Young-min (Kim Young-min): là một người luôn quan tâm đến gia đình và công việc, là một người mà Ji-young rất yêu mến. Anh đã cưới cô và anh luôn quan tâm, chăm sóc cho gia đình. Tuy nhiên khi anh biết được sự thật xấu xa về Ji-young nên anh bắt cô phải li dị và chính Ji-young đã làm cho các mối quan hệ trong gia đình anh xấu đi. Sau này anh đã hiểu được tình cảm chân thành của Ji-young và đã tạm thời bỏ qua hết tất cả mọi chuyện nếu cô thắng Jin-ju trong việc kế nghiệp từ tay bà dì của ba chồng cô.
- Ok Ji-young: là cô gái giả nhân giả nghĩa. Ban đầu cô yêu Jun-woo thật lòng, nhưng vì cô muốn có một cuộc sống giàu sang sung sướng hơn nên cô đã bỏ Jun-woo và lấy Young-min làm chồng. Chính cô đã gây ra xáo trộn trong mối quan hệ giữa Han-suk và Ok-kyung và làm cho họ trở nên căm thù nhau hơn.

## Nhạc phim

### Đĩa đơn
Thông tin
- Tựa đề: 황금신부 OST (Single) / Golden Bride OST (Single)
- Nghệ sĩ: nhiều nghệ sĩ
- Ngôn ngữ: tiếng Hàn Quốc
- Ngày ra mắt: 12 tháng 7 năm 2007
- Số phần của đĩa hát: 4
- Đơn vị sản xuất: OGAM Entertainment (오감 엔터테인먼트)
- Đại lý: Olive Music

Danh sách đĩa hát
| Stt | Tên bài hát                               | Nghệ sĩ                |
| --- | ----------------------------------------- | ---------------------- |
| 1.  | Love Will Leave 사랑이 떠난다             | Han Eol (한얼)         |
| 2.  | Scent 향수                                | Kim Dong Wook (김동욱) |
| 3.  | Scent (Saxophone Ver.) 향수 (색소폰 Ver.) | L (엘)                 |
| 4.  | Before the Rose 장미가 지기전에           | Park Seon Joo (박선주) |

### Cô dâu vàng Ost
Thông tin
- Tên bài hát: 황금신부 OST / Golden Bride OST
- Nghệ sĩ: Nhiều nghệ sĩ
- Ngôn ngữ: tiếng Hàn Quốc
- Ngày ra mắt: 12 tháng 9 năm 2007
- Số phần của đĩa hát: 20
- Đơm vị sản xuất: OGAM Entertainment (오감 엔터테인먼트)
- Đại lý: Olive Music

Danh sách đĩa hát
| Stt | Tên bài hát                                    | Nghệ sĩ                           |
| --- | ---------------------------------------------- | --------------------------------- |
| 1.  | Golden Bride Title 황금신부 Title              | Nhiều nghệ sĩ                     |
| 2.  | Love Will Leave 사랑이 떠난다                  | Han Eol (한얼)                    |
| 3.  | Back Home 그리운 고향                          | Nhiều nghệ sĩ                     |
| 4.  | I Love You 사랑합니다                          | (김지훈)                          |
| 5.  | To You 너에게로                                | Nhiều nghệ sĩ                     |
| 6.  | Oh My Baby                                     | Humming Urban Stereo              |
| 7.  | Hustle and Bustle 한바탕 소동                  | Nhiều nghệ sĩ                     |
| 8.  | Scent 향수                                     | Kim Dong Wook (김동욱)            |
| 9.  | Golden Waltz 황금빛 왈츠                       | Nhiều nghệ sĩ                     |
| 10. | Love 사랑가                                    | Asura (아수라)                    |
| 11. | Love Theme                                     | Nhiều nghệ sĩ                     |
| 12. | I Love You 2 사랑한다 2                        | Han Eol (한얼)                    |
| 13. | Heo Dong Gu 허동구                             | Nhiều nghệ sĩ                     |
| 14. | Say You Love Me 사랑한다고 말해요              | Park Seon Joo (박선주) & K (케이) |
| 15. | Jin Joo Theme 진주 Theme                       | Nhiều nghệ sĩ                     |
| 16. | I Love You 2 사랑한다 2                        | Jung Min (정민)                   |
| 17. | Jun Woo and Ji Young Theme 준우와 지영의 Theme | Nhiều nghệ sĩ                     |
| 18. | Because I Love You 사랑하니까                  | Kim Dong Wook (김동욱)            |
| 19. | Scent (Inst.) 향수 (Inst.)                     | L (엘)                            |
| 20. | To You 그대지기                                | Yeon Woo (연우)                   |

### Một số bài hát doSong Chang Ui(nam chính) thể hiện:
Thông tin
- Tên bài hát: 황금신부 OST (Song Chang Ui) / Golden Bride OST (Song Chang Ui)
- Nghệ sĩ: nhiều nghệ sĩ
- Ngôn ngữ: tiếng Hàn Quốc
- Ngày ra mắt: 3 tháng 1 năm 2008
- Số phần của đĩa hát: 3
- Đơn vị sản xuất: OGAM Entertainment (오감 엔터테인먼트)
- Agency: M People Communication (엠피플커뮤니케이션)

Danh sách đĩa hát
| Stt | Tên bài hát                     | Nghệ sĩ       |
| --- | ------------------------------- | ------------- |
| 1.  | I Love You 사랑합니다           | Song Chang Ui |
| 2.  | I Love You (MR) 사랑합니다 (MR) | Song Chang Ui |
| 3.  | I Love You 사랑합니다           | (김지훈)      |

## Diễn viên
- Lee Young Ah vai Nguyễn Jin Joo
- Song Chang Eui vai Kang Jun Woo
- Choi Yeo Jin vai Ok Ji Young
- Song Jong Ho vai Kim Young Min
- Kim Heechul vai Kim Young Soo
- Han Yeo Woon vai Kang Sae Mi
- Kim Mi Sook vai Jung Han Sook (mẹ Jun-woo)
- Kang Shin Il vai Kang Woo Nam (ba Jun-woo)
- Hong Eun Hee vai Kang Won Mi (Chị Jun-woo)
- Kyeon Mi Ri vai Yang Ok Kyung (mẹ Young-min và Young-soo)
- Im Chae Moo vai Kim Sang Il / Richard Kim (ba Young-min và Young-soo)
- Park Mi Sun vai Kang Koon Ja (chị Woo-nam)
- Kim Kyung Sik vai Heo Dong Gu
- Như Quỳnh vai Mẹ Jin-ju